# Mamporal
Mamporal é uma cidade venezuelana, capital do município de Buroz.